# Comando Militar do Leste
O Comando Militar do Leste (CML) é um dos Comandos Militares de Área do Brasil. É o Comando da 1ª Região Militar e da 1ª Divisão de Exército, com sede no Rio de Janeiro (RJ) e da 4ª Região Militar sediada em Belo Horizonte (MG).

## História
A presença militar na região remonta aos primórdios do país, sendo uma de suas primeiras lutas a expulsão dos franceses da região onde hoje é o Rio de Janeiro, por Estácio de Sá.
Na época da Colônia, as forças militares concentravam-se na então capital e na região das Minas Gerais (Ouro Preto), para garantir os interesses da Coroa Portuguesa na região.
No Brasil Império, foi de fundamental importância tanto no plano interno, ao ser principal centro para a manutenção do território nacional, quando das mais diversas revoltas pelo Brasil, como no plano externo, no envio das tropas à Guerra da Tríplice Aliança, tendo como seu principal quadro, Duque de Caxias.
Palco da Proclamação da República, foi na sua sede que se desenhou o atual sistema político do país.

### Histórico do CML

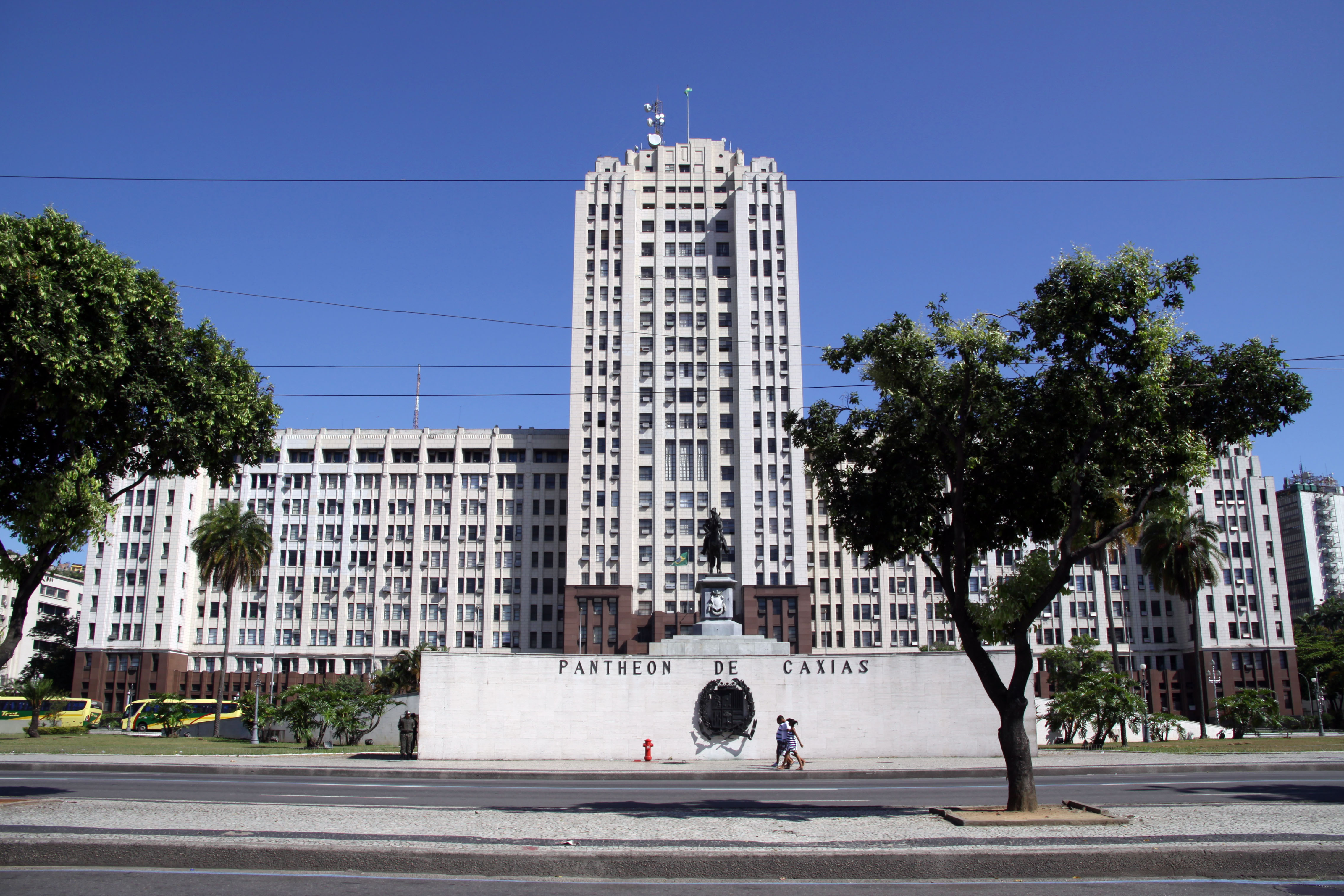
Palácio Duque de Caxias, sede do Comando Militar do Leste, no Rio de Janeiro, Brasil.

O Decreto-Lei N° 9.510, de 24 julho de 1946, criou os Comandos das Zonas Militares do Sul, Centro, Leste e Norte, com sedes respectivamente, nas cidades de Porto Alegre, São Paulo, Rio de Janeiro e Recife, em substituição à Organização Territorial, por Regiões Militares/Divisões de Infantaria, então vigente.
A Zona Militar do Leste foi estruturada com a 1ª RM/DI e a 4ª RM/DI e recebeu, como área de responsabilidade, o então Distrito Federal e os estados do Rio de Janeiro, Espírito Santo e Minas Gerais.
Data daquela ocasião, a instalação de seu Quartel-General em um dos andares do monumental edifício do Ministério da Guerra, hoje denominado Palácio Duque de Caxias.
Fruto da evolução da doutrina militar terrestre, em agosto de 1956, o Comando da Zona Militar do Leste passou a denominar-se Comando do I Exército e, a partir de janeiro de 1986, recebeu a denominação de Comando Militar do Leste (CML), o qual conserva até hoje.

## Organizações militares subordinadas

Estrutura do Comando Militar do Leste.

- Comando Militar do Leste - Rio de Janeiro - RJ[3]
  - Comando do Comando Militar do Leste - Rio de Janeiro - RJ
  - Companhia de Comando do Comando Militar do Leste - Rio de Janeiro - RJ
  - 1º Batalhão de Guardas - Rio de Janeiro - RJ
  - 1º Batalhão de Defesa, Química, Biológica, Radiológica e Nuclear - Rio de Janeiro - RJ
  - 2º Regimento de Cavalaria de Guardas - Rio de Janeiro - RJ
  - 1º Batalhão de Polícia do Exército - Rio de Janeiro - RJ
  - Centro de Adestramento-Leste - Rio de Janeiro - RJ
  - Centro General Ernani Ayrosa - Petrópolis - RJ
  - 2ª Companhia de Inteligência - Rio de Janeiro - RJ

- 1ª Região Militar - Rio de Janeiro - RJ
  - Comando da 1ª Região Militar - Rio de Janeiro - RJ
  - Companhia de Comando da 1ª Região Militar - Rio de Janeiro - RJ
  - Parque Regional de Manutenção da 1ª Região Militar - Rio de Janeiro - RJ
  - 1º Depósito de Suprimentos - Rio de Janeiro - RJ
  - Hospital Central do Exército - Rio de Janeiro - RJ
  - Hospital Geral do Rio de Janeiro - Rio de Janeiro - RJ
  - Policlínica Militar do Rio de Janeiro - Rio de Janeiro - RJ
  - Policlínica Militar de Niterói - Niterói - RJ
  - Policlínica Militar da Praia Vermelha - Praia Vermelha - RJ
  - Odontoclínica Central do Exército - Rio de Janeiro - RJ
  - Instituto de Biologia do Exército - Rio de Janeiro - RJ
  - Laboratório Químico e Farmacêutico do Exército - Rio de Janeiro - RJ
  - Prefeitura Militar da Zona Sul - Rio de Janeiro - RJ
  - Prefeitura Militar da Praia Vermelha - Praia Vermelha - RJ
  - Base Administrativa do Complexo de Saúde do Rio de Janeiro - Rio de Janeiro - RJ

- 4ª Região Militar - Belo Horizonte – MG
  - Comando da 4ª Região Militar - Belo Horizonte - MG
  - Companhia de Comando da 4ª Região Militar - Belo Horizonte - MG
  - Centro de Preparação de Oficias e Colégio Militar de Belo Horizonte - Belo Horizonte - MG
  - Colégio Militar de Juiz de Fora - Juiz de Fora - MG
  - 12º Batalhão de Infantaria - Belo Horizonte - MG
  - 55º Batalhão de Infantaria - Montes Claros - MG
  - 11ª Circunscrição do Serviço Militar do Exército - Belo Horizonte - MG
  - 12ª Circunscrição do Serviço Militar do Exército - Juiz de Fora - MG
  - 13ª Circunscrição do Serviço Militar do Exército - Três Corações - MG
  - 4º Centro de Gestão, Contabilidade e Finanças do Exército - Juiz de Fora - MG
  - 4ª Companhia de Polícia do Exército - Belo Horizonte - MG
  - 21º Centro de Telemática - Belo Horizonte - MG
  - Escola de Sargentos das Armas - Três Corações - MG
  - 11º Batalhão de Engenharia de Combate - Araguari - MG
  - 36º Batalhão de Infantaria Mecanizado - Uberlândia - MG
  - Hospital da Guarnição de Juiz de Fora - Juiz de Fora - MG

- 1ª Divisão de Exército - Rio de Janeiro
  - Comando da 1ª Divisão de Exército - Rio de Janeiro - RJ
  - Companhia de Comando da 1ª Divisão do Exército - Rio de Janeiro - RJ
  - 11º Batalhão de Polícia do Exército - Rio de Janeiro - RJ
  - 38º Batalhão de Infantaria - Vila Velha - ES
  - 1ª Companhia de Polícia do Exército - Rio de Janeiro - RJ
  - Campo de Instrução de Gericinó - Rio de Janeiro - RJ
  - Centro Conjunto de Operações de Paz do Brasil - Rio de Janeiro - RJ
- Artilharia Divisionária da 1ª Divisão de Exército - Niterói - RJ
  - Comando da Artilharia Divisionária da 1ª Divisão do Exército - Niterói - RJ
  - Bateria de Comando da Artilharia Divisionária da 1ª Divisão do Exército - Niterói - RJ
  - 11º Grupo de Artilharia de Campanha - Rio de Janeiro - RJ
  - 14º Grupo de Artilharia de Campanha - Pouso Alegre - MG
  - 21º Grupo de Artilharia de Campanha - Niterói - RJ
- 4ª Brigada de Infantaria Leve (Montanha) - Juiz de Fora - MG
  - Comando da 4ª Brigada de Infantaria Leve (Montanha) - Juiz de Fora - MG
  - Companhia de Comando da 4ª Brigada de Infantaria Leve (Montanha) - Juiz de Fora - MG
  - 10º Batalhão de Infantaria Leve - Montanha - Juiz de Fora - MG
  - 11º Batalhão de Infantaria de Montanha - São João Del Rei - MG
  - 12º Batalhão de Infantaria Leve de Montanha - Belo Horizonte - MG
  - 32º Batalhão de Infantaria Leve - Montanha - Petrópolis - RJ
  - 4º Grupo de Artilharia de Campanha Leve - Juiz de Fora - MG
  - 17º Batalhão Logístico Leve - Juiz de Fora - MG
  - Centro de Instrução de Juiz de Fora - Juiz de Fora - MG
  - 4º Esquadrão de Cavalaria Mecanizado - Santos Dumont - MG
  - 4ª Companhia de Comunicações - Belo Horizonte - MG
  - 35º Pelotão de Polícia do Exército - Juiz de Fora - MG
- Grupamento de Unidades-Escola - 9ª Brigada de Infantaria Motorizada - Rio de Janeiro - RJ
  - Comando do Grupamento de Unidades-Escola/9ª Brigada de Infantaria Motorizada - Rio de Janeiro - RJ
  - Companhia de Comando do Grupamento de Unidades-Escola/9ª Brigada de Infantaria Motorizada - Rio de Janeiro - RJ
  - 1º Batalhão de Infantaria Mecanizado (Escola) - Rio de Janeiro - RJ
  - 2º Batalhão de Infantaria Motorizado (Escola)  - Rio de Janeiro - RJ
  - 57º Batalhão de Infantaria Motorizado (Escola) - Rio de Janeiro - RJ
  - 15º Regimento de Cavalaria Mecanizado (escola) - Rio de Janeiro - RJ
  - 31º Grupo de Artilharia de Campanha (Escola) - Rio de Janeiro - RJ
  - 25º Batalhão Logístico (Escola) - Rio de Janeiro - RJ
  - Batalhão Escola de Comunicações - Rio de Janeiro - RJ
  - 2ª Companhia de Infantaria - Campos dos Goytacazes - RJ
  - 9ª Bateria de Artilharia Antiaérea (Escola) - Macaé - RJ
  - 9º Pelotão de Polícia do Exército - Rio de Janeiro - RJ

- Brigada de Infantaria Paraquedista - Rio de Janeiro - RJ
  - Comando da Brigada de Infantaria Paraquedista - Rio de Janeiro - RJ
  - Companhia de Comando da Brigada de Infantaria Paraquedista - Rio de Janeiro - RJ
  - Base Administrativa da Brigada de Infantaria Paraquedista - Rio de Janeiro - RJ
  - 25º Batalhão de Infantaria Paraquedista - Rio de Janeiro - RJ
  - 26º Batalhão de Infantaria Paraquedista - Rio de Janeiro - RJ
  - 27º Batalhão de Infantaria Paraquedista - Rio de Janeiro - RJ
  - 8º Grupo de Artilharia de Campanha Paraquedista - Rio de Janeiro - RJ
  - 20º Batalhão Logístico Paraquedista - Rio de Janeiro - RJ
  - Batalhão de Dobragem, Manutenção de Paraquedas e Suprimento Pelo Ar - Rio de Janeiro - RJ
  - Centro de Instrução General Penha Brasil - Rio de Janeiro - RJ
  - Companhia de Precursores Paraquedista - Rio de Janeiro - RJ
  - 1º Esquadrão de Cavalaria Paraquedista - Rio de Janeiro - RJ
  - 21ª Bateria de Artilharia Antiaérea Paraquedista - Rio de Janeiro - RJ
  - 1ª Companhia de Engenharia de Combate Paraquedista - Rio de Janeiro - RJ
  - 20ª Companhia de Comunicações Paraquedista - Rio de Janeiro - RJ
  - 36º Pelotão de Polícia do Exército Paraquedista - Rio de Janeiro - RJ
  - Destacamento de Saúde Paraquedista - Rio de Janeiro - RJ

- 5º Grupamento de Engenharia - Rio de Janeiro
  - Comando do 5º Grupamento de Engenharia - Rio de Janeiro - RJ
  - Companhia de Comando do 5º Grupamento de Engenharia - Rio de Janeiro - RJ
  - 1º Batalhão de Engenharia de Combate (Escola) - Rio de Janeiro - RJ
  - 4º Batalhão de Engenharia de Combate - Itajubá - MG
  - Comissão Regional de Obras da 1ª Região Militar - Rio de Janeiro - RJ